# Stadtmuseum im Schweizer Hof

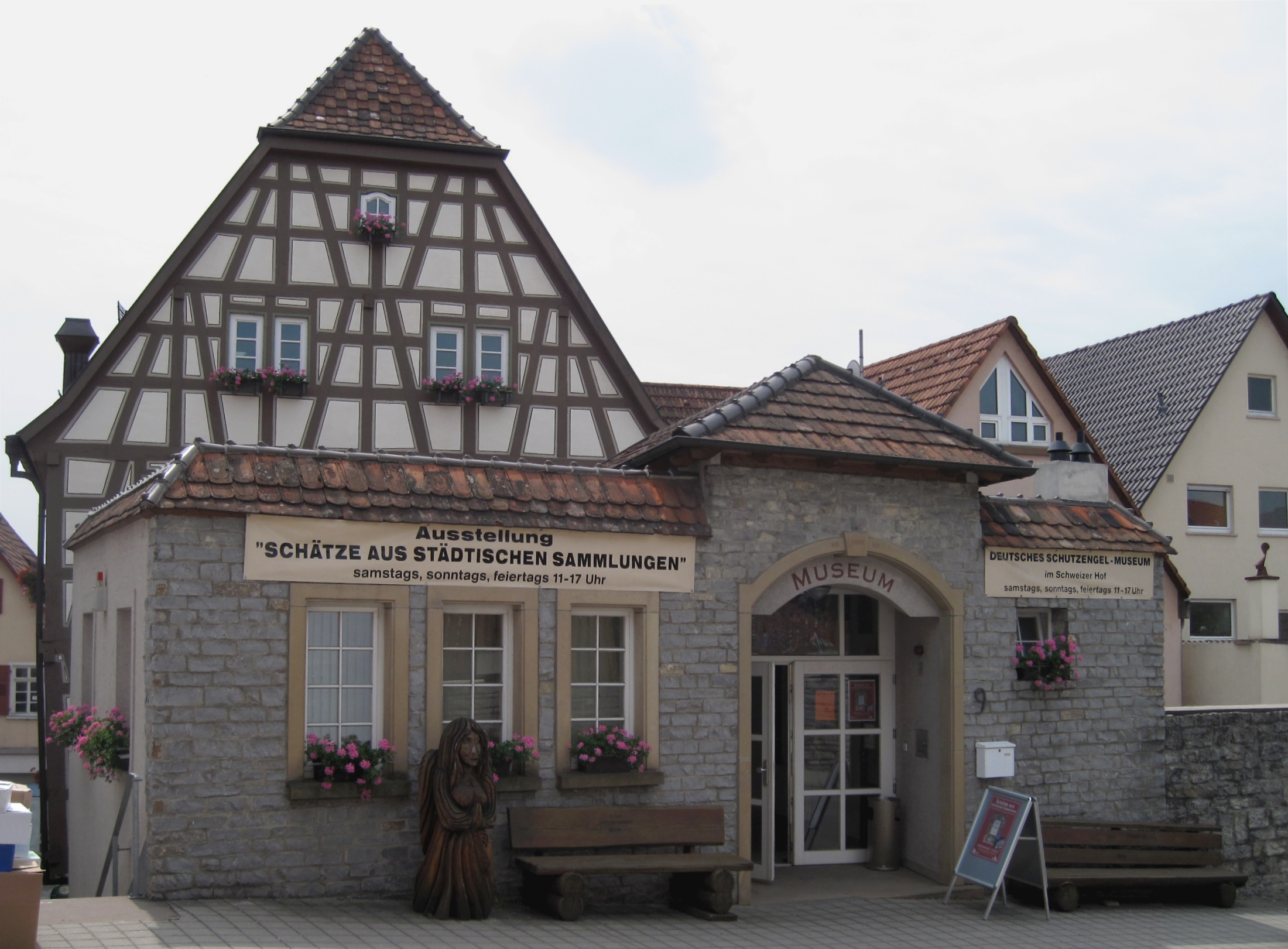
Stadtmuseum in Bretten

Das Museum im Schweizer Hof ist ein Museum in Bretten (Baden-Württemberg). Es wurde im Juni 2002 eröffnet und befindet sich in kommunaler Trägerschaft. 

## Gebäude
Der im Herzen der Brettener Altstadt gelegene „Schweizer Hof“ ist ein 1707/08 errichtetes Fachwerkgebäude und ein typisches Zeugnis für die Architektur der Wiederaufbauzeit Brettens nach dem großen Stadtbrand von 1689. Mehr als zweieinhalb Jahrhunderte wurde das Anwesen als Gastherberge, zeitweilig auch als Privatbrauerei und als Brennerei, genutzt. Das nach einem rund zwanzigjährigen Leerstand in den 1990er Jahren baufällig gewordene Haus wurde 1996 von der Stadt Bretten erworben und (mit Unterstützung des Landesdenkmalamtes und der Denkmalstiftung Baden-Württemberg sowie zahlreicher Spender aus der Bürgerschaft) in den Jahren 1997 bis 2001 von der Bürgerinitiative Brettener Heimat- und Denkmalpflege in rund 36.000 ehrenamtlichen Arbeitsstunden saniert. 
Die mehrfach nach unten abgestuften Kellergewölbe stammen noch von dem Vorgängerbau, dem im Pfälzer Erbfolgekrieg zerstörten früheren Brettener Zehnthaus des Klosters Frauenalb. Später dienten sie als Vorrats- und Eiskeller für Gasthaus und Brauerei.

## Präsentationen

### Dauerausstellung zu Küferei und Vorratshaltung
Im Kellergeschoss zeigte das Museum vormals eine Dauerausstellung zur Küferei und historischen Vorratshaltung. Diese umfasste zahlreiche originale Küferwerkzeuge und Küfereierzeugnisse aus den Beständen eines örtlichen Küferbetriebs. Nachvollziehbar wird dabei u. a. der Weg vom frisch eingeschlagenen Holz zum fertigen Fass. Die Dauerausstellung im Untergeschoss des Museums ist derzeit geschlossen.

### Sonderausstellungen

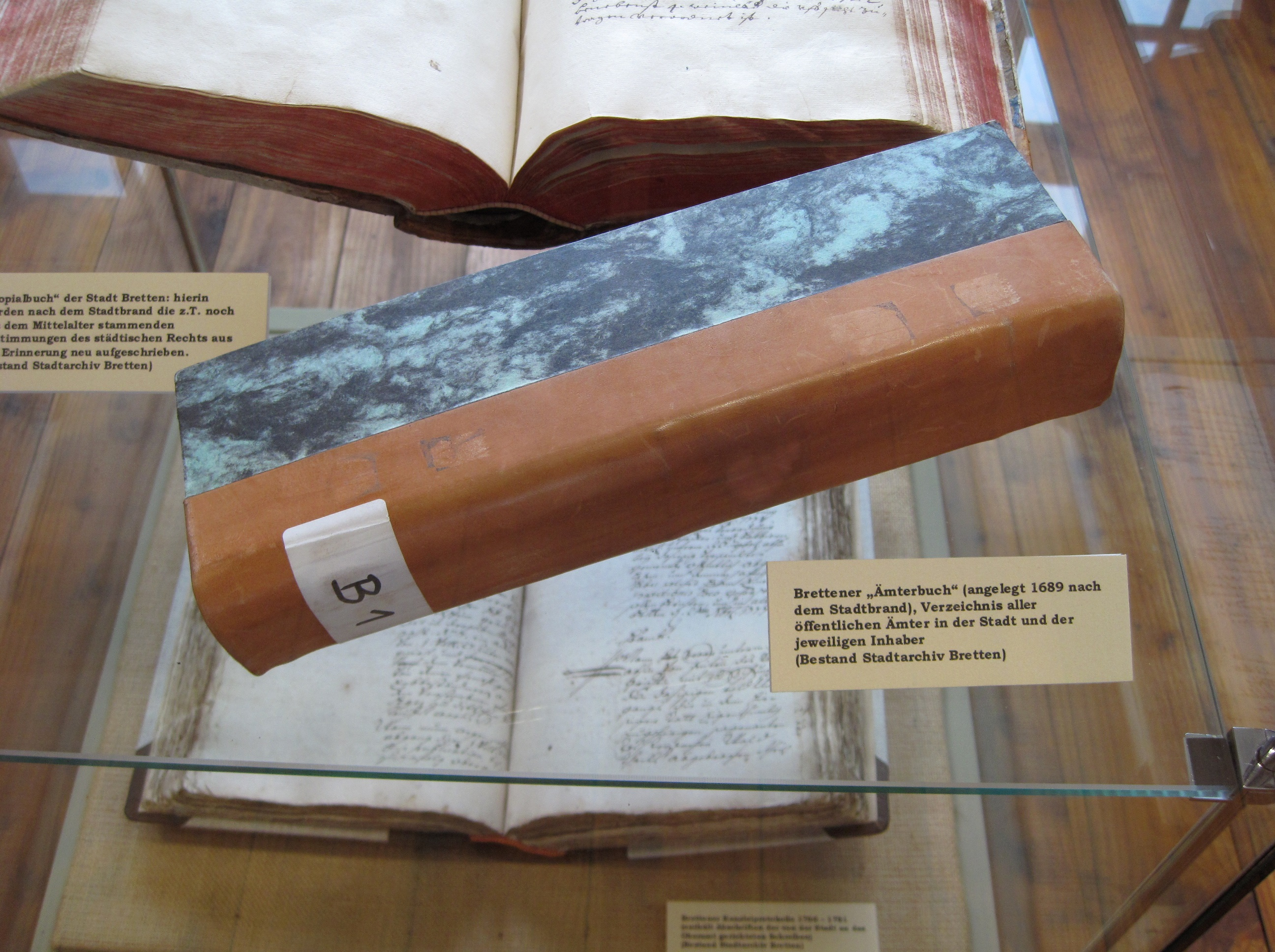
Exponat

Im Erdgeschoss sowie zweiten Obergeschoss des Museums werden mehrmals jährlich wechselnde größere Sonderausstellungen, insbesondere zu Themen der Brettener Stadtgeschichte und der Regionalgeschichte des Kraichgaus gezeigt. Bei diesen Ausstellungen kann das Museum immer wieder auf die Bestände der seit 1900 systematisch angelegten städtischen Sammlungen zurückgreifen, die zahlreiche Exponate zur Vor- und Frühgeschichte, zur Geschichte des Mittelalters und der Neuzeit sowie zur Brettener Industriegeschichte (vor allem zur Herdindustrie) enthalten und die bei den einzelnen Sonderausstellungen durch jeweils thematisch passende externe Leihgaben ergänzt werden.
Zu den stadt- und regionalgeschichtlichen Ausstellungen treten, in der Regel unter Beteiligung zahlreicher auswärtiger Leihgeber und in Kooperation mit anderen Museen, immer wieder auch Sonderausstellungen zu übergreifenden Themen der Kulturgeschichte. Zu allen Sonderausstellungen gibt es jeweils ein Begleitprogramm mit thematischen Sonderführungen, Vorführungen, Lesungen, musikalischen Darbietungen usw., dieses befindet sich jeweils zur Eröffnung der neuen Sonderausstellung auf der Homepage des Museums.

### Deutsches Schutzengelmuseum Bretten
Im 2. Obergeschoss des Museums befindet sich die Dauerausstellung des im Oktober 2007 eröffneten Deutschen Schutzengelmuseum Bretten. Das im Jahr 2021 umfassend erneuerte Deutsche Schutzengelmuseum Bretten zeigt zahlreiche Exponate zum Thema Schutzengel, Schutzgeister und Schutzgötter. Darunter befinden sich Originale aus sechs Jahrhunderten. Die Darstellungen sind unterschiedlichster Art: Neben Holz-, Kupfer- und Stahlstichen, Ölgemälden, Lithographien, Ikonen, Büchern, Plakaten sowie historischen Fotos und Postkarten finden sich Porzellan-, Ton- und Holzstatuen, textile Arbeiten, Eisenguss, Schutzengelkerzen, Medaillen und vieles andere mehr. Vertreten sind dabei Bilder und Exponate aus dem katholischen, dem protestantischen und orthodoxen Bereich, dem Islam, dem Buddhismus, dem Hinduismus, den indigenen Kulturen Nordamerikas sowie der antiken römischen Religion. Hinzu kommen verschiedene Bearbeitungen des Schutzengel-Themas aus den Bereichen der zeitgenössischen Kunst, der Musik, des Films und der Literatur. Die bestehende Sammlung wird durch verschiedene Ankäufe, aber nicht zuletzt auch durch Schenkungen und Dauerleihgaben von privater Seite ständig ergänzt und erweitert. Seit dem Frühjahr 2021 steht im Foyer des Museums auch eine bequeme Sitzecke mit einer Medienstele zur Verfügung, mit der mobilitätseingeschränkte Besucher eine digitale Führung durch das Schutzengelmuseum mit all seinen spannenden Themen erleben können.

## Auszeichnungen
Im Mai 2007 erhielt das Stadtmuseum im Schweizer Hof die Urkunde Vorbildliches Heimatmuseum 2007 des Arbeitskreises Heimatpflege Regierungsbezirk Karlsruhe e.V.